# Schleusingen
Schleusingen – miasto w Niemczech, w kraju związkowym Turyngia, w powiecie Hildburghausen.
Od 31 grudnia 2012 do 5 lipca 2018 miasto pełniło funkcję "gminy realizującej" (niem. "erfüllende Gemeinde") dla gminy wiejskiej St. Kilian.

## Położenie i nazwa
Schleusingen leży koło południowego obrzeża Lasu Turyńskiego. Nazwa miasta pochodzi od rzeki Schleuse, która płynie na południe od miasta.

## Historia
Schleusingen zostało po raz pierwszy wymienione w 1232 jako villa Slusungen. W tym samym roku hrabia Henneberga Poppo VII zaczął budowę zamku Bertholdsburg. Po podziale ziem hrabstwa między trzy linie rodu (1274) Schleusingen stało się siedzibą gałęzi Henneberg-Schleusingen.
W 1412 miasto otrzymało prawo miejskie, a w 1533 przywilej targowy. W 1544 wprowadzono reformację. Ród hrabiów Henneberg wygasł w roku 1583, Schleusingen dostało się pod władanie dynastii Wettynów i było początkowo wspólną posiadłością obu gałęzi tej rodziny, starszej ernestyńskiej i młodszej albertyńskiej, następnie zostało przekazane młodszej linii i weszło w skład efemerycznego państewka Saksonia-Zeitz, które rozwiązano w 1718. Od tej pory do 1815 Schleusingen należało do rezydującej w Dreźnie linii Wettynów związanej także z Polską. Wierni Napoleonowi, utracili w 1815 połowę swych ziem, w tym Schleusingen, które dostało się pod władanie Prus, i tworzyło wraz z Suhl i okolicami pruską enklawę w Turyngii. Za czasów NRD miasto należało do powiatu Suhl, w 1994 stało się częścią powiatu Hildburghausen.
W czasie II wojny światowej Schleusingen było, wraz z pobliskim Römhild, ośrodkiem pracy przymusowej. Pracowało tu w różnych zakładach w mieście oraz w rolnictwie i leśnictwie 1 612 osób, głównie z Polski i ZSRR. 44 z nich zmarło, posiadają dziś pomnik pamiątkowy na miejskim cmentarzu.
6 lipca 2018 do miasta przyłączono gminy Nahetal-Waldau oraz St. Kilian, które stały się jego dzielnicami.

### Zabytki
Głównymi zabytkami miasta są:

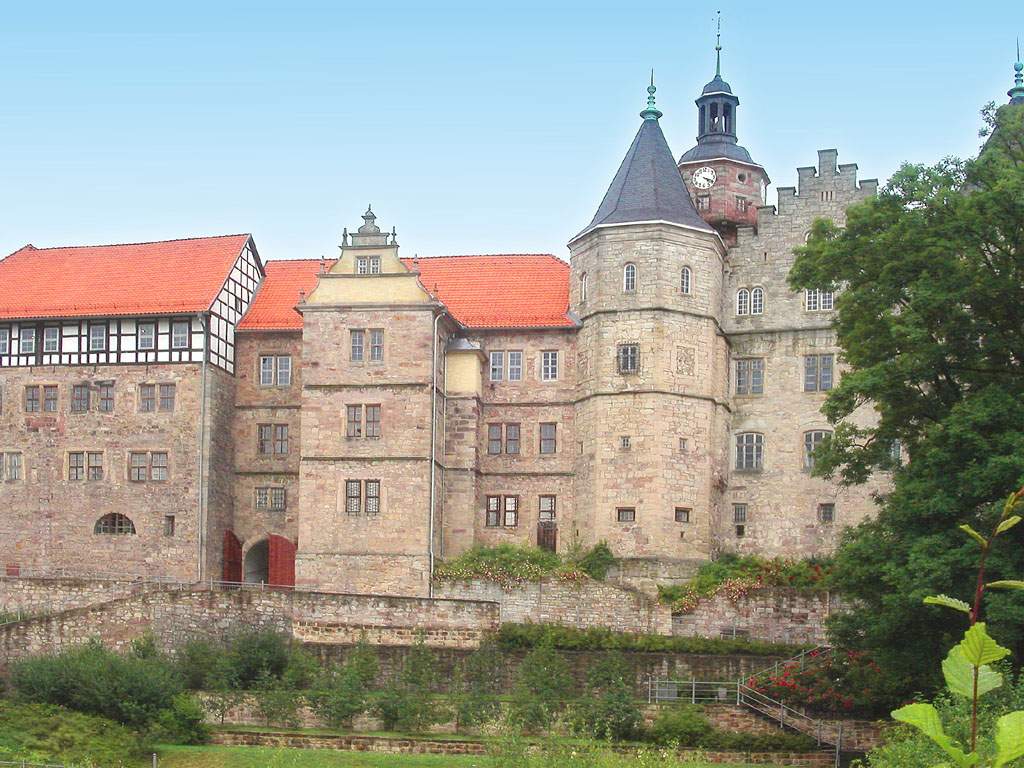
Zamek Bertholdsburg

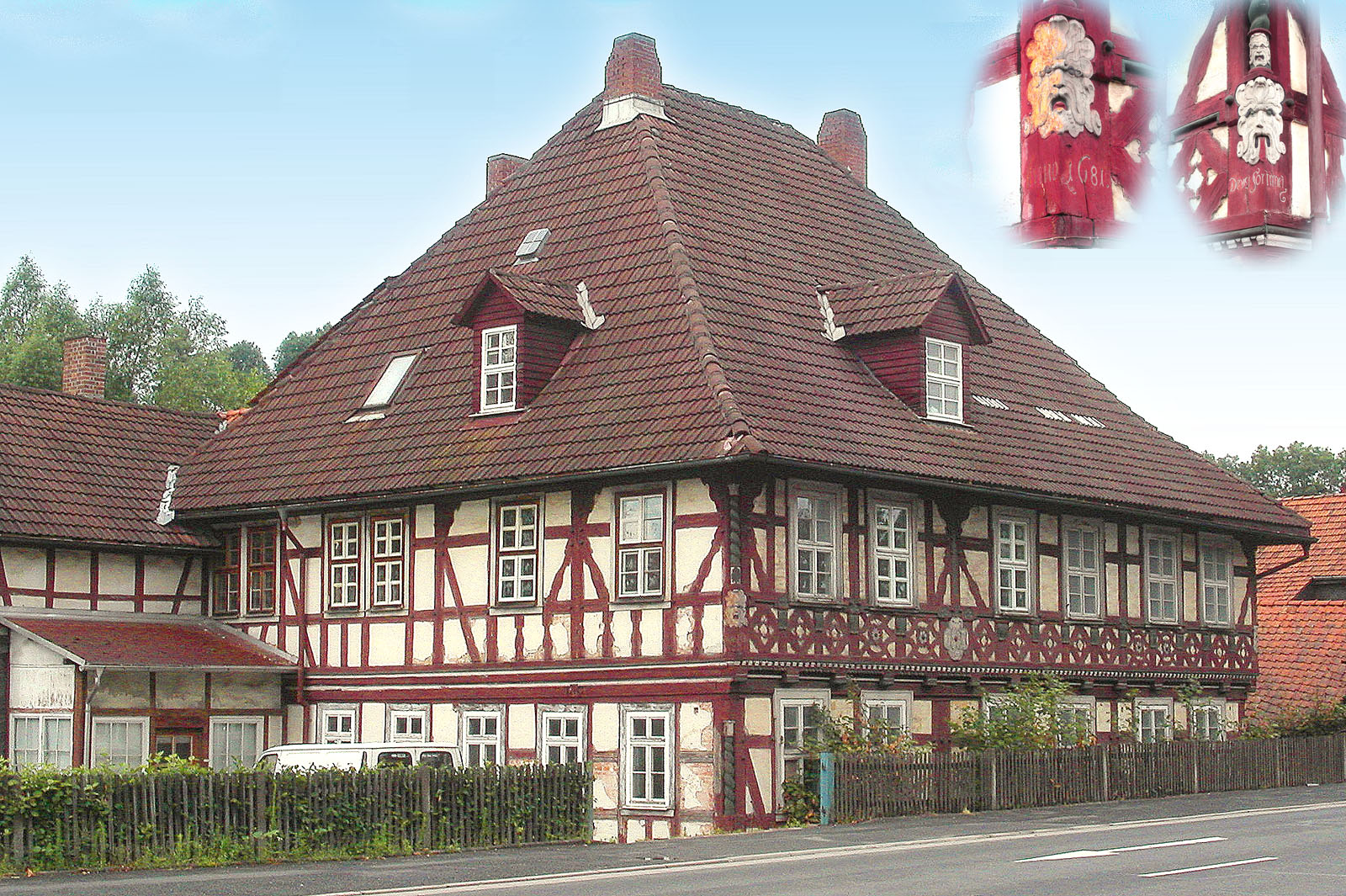
"Teutsche Schule" z 1681

- datujący się z lat 1226–1232 zamek hrabiów Hennebrga Bertholdsburg
- budynek dawnego gimnazjum z 1681, zwany "Teutsche Schule" (pol. Szkoła Niemiecka)
- luterańska fara miejska - niegdyś kościół klasztorny Karmelitów bosych.

Opodal Schleusingen rośnie także najgrubsza w Niemczech brzoza brodawkowata, o obwodzie pnia 309 cm (w 2003).

## Gospodarka
Schleusingen było niegdyś ważnym węzłem kolejowym dla lokalnych linii do Suhl i Ilmenau. Pozostał po nich dworzec, gdyż w 1997 i 1998 zlikwidowano obie linie. Obecnie na linii Schleusingen-Themar kursują turystyczne pociągi z parowozami.
Głównymi pracodawcami w Schleusingen są huta szkła "Thüringen", centrum rehabilitacyjne "Thüringer Wald" oraz parę supermarketów. W mieście działają również liczne niewielkie firmy prywatne.

## Demografia
W XIX wieku zaludnienie w mieście powoli wzrastało, od 2 050 w roku 1791 do 3 105 w 1852. W XX wieku waha się od 5 310 osób w 1960 do obecnego stanu 5 445 w roku 2009.

## Polityka
W wyborach komunalnych w roku 2004 CDU uzyskała 57,6% głosów, a więc absolutną większość, i posiada w Radzie Miejskiej 12 radnych. Die Linke przy 15,6% głosów ma 3 radnych, SPD przy 13,1% ma 3 radnych, lokalna partia Freie Wählergemeinschaft miała 9,8% głosów i jest reprezentowana przez 2 radnych. FDP przy 3,9% głosów utraciła swe mandaty w Radzie.

## Współpraca
Miejscowość partnerska:
- Plettenberg, Nadrenia Północna-Westfalia

## Osoby związane z miastem
- Aleksis Kivi - fiński pisarz, autor m.in. sztuki teatralnej Olviretki Schleusingenissa (Wyprawa do Schleusingen na piwo).